# Абд ар-Рашид-хан II
Абд ар-Рашид-хан II (чагат. عبد الرشيد خاب‎) (ум. 1694) — кичик-хан Комула и единый хан Могульского ханства с 1680-го по 1682 года. Был старшим сыном Султан Саид Баба-хана и внуком Абд ар-Рахим-хана
Будучи вассалом джунгарского Галадан-Бошогту захватил власть в Яркенде после изгнания Исмаил-хана. Его правление оказалось коротким и он вместе со своим сыном Султаном бежал в Пекин, его место на троне заняли Аппак-ходжа, а затем его младшие братья Мухаммад Амин-хан и Мухаммад Мумин-хан соответственно.

## Потомки
Дети:
Ерке-хан — бывший правитель города Аксу;
Суфи Султан — бывший правитель города Кашгар;
неназванная дочь — мать одного из влиятельный черногорских ходжей — Ходжи Яхья
Внуки: 
Тимур-хан — сын Ерке-хана, имам Или.
Ерке-хан вместе и Тимур-хан являлись одними из лидеров нациоанльно-освободительного движения уйгуров XVIII века против джунгар. Ерке-хан вместе со своим сыном находился в плену у джунгарского хана в Или. В Или Тимур-хан также служил в качестве имама. В союзе с черногорским ходжой Юсуфом мусульманам удалось добиться независимости и планировалось возвести Тимур-хана на трон ханства, однако джунгары во главе с Цэван-Рабданом помешали этим планам и восстановили свой контроль в Кашгарии. После того как в 1755-м Империя Цин захватила земли уйгуров, линия туглуктимуридов во главе с Тимур-ханом была вынуждена уйти в Пекин.